# Brutus de Villeroi
Brutus de Villeroi (6 de julio de 1794 - 29 de junio o 3 de julio de 1874) fue un inventor e ingeniero francés. Nació con el nombre de Brutus Villeroi (posteriormente añadió el aristocrático "de" en su edad madura); vivió en la ciudad de Tours y pronto se trasladó a la ciudad de Nantes, haciéndose famoso por haber diseñado el primer submarino operativo de la Armada de los Estados Unidos, el USS Alligator en el año 1862.

## Primer submarino de Villeroi

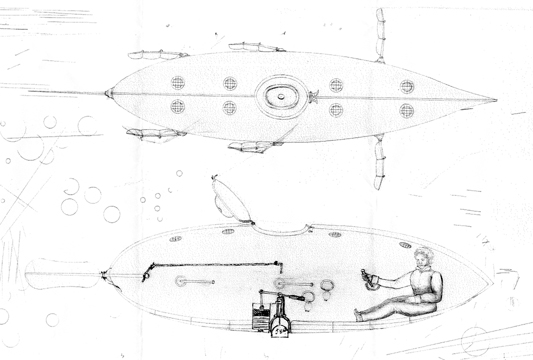
Diseño del batiscafo de Brutus de Villeroi (1833)

En 1833, Villeroi completó un pequeño submarino, posiblemente llamado Nautilus en referencia al Submarino 1800 creado por Robert Fulton.
El submarino media 10 pies 6 pulgadas (3,20 m) de largo por 27 pulgadas (0,69 m) de alto y 25 pulgadas (0,64 m) de ancho, y desplazaba cerca de seis toneladas cuando estaba sumergido. Lo equiparon con ocho claraboyas en la tapa para proveer de luz al interior, y de una portilla superior, una torre retractable para la navegación superficial. Para la propulsión, tenía tres sistemas de paletas de pie de pato y un timón grande. También lo equiparon con compuertas cubiertas con piel de foca para hacer algunas manipulaciones fuera del casco, con un sistema pequeño de lastre con una palanca y un pistón, y de un ancla de 50 libras (22,7 kg).
En 1833, el submarino fue mostrado en Fromentine, Noirmoutier, Francia, y luego fue presentado a los representantes del Reino de Países Bajos en 1837.
De Villeroi trató varias veces de vender sus diseños al ejército francés, pero aparentemente siempre fue rechazado.
Se dice que en 1842 Brutus de Villeroi era profesor de dibujo y matemáticas en Saint-Donatien Junior Seminary, donde Julio Verne fue estudiante. Es posible que él haya inspirado el diseño conceptual de Verne para el Nautilus en Veinte mil leguas de viaje submarino, aunque todavía no se ha encontrado ninguna evidencia del empleo de Villeroi en Santo-Donatien, y no se ha establecido ningún acoplamiento directo entre los dos hombres.

## Carrera en los Estados Unidos
Durante 1850, Brutus de Villeroi viajó a Filadelfia, Pensilvania, en los Estados Unidos, donde desarrolló varios submarinos. Fue registrado en un censo estadounidense realizado en 1860, donde su ocupación fue descrita como "ingenio natural".
En Estados Unidos desarrolló un submarino de rescate (1861) y The Alligator (1862). Este último fue el primer submarino encargado y construido para la Armada de los Estados Unidos, el primero en tener a bordo compresores para renovar el aire, el primero en tener un sistema de purificación de aire, y el primero en utilizar minas con detonadores eléctricos.
En 1863, Brutus de Villeroi, después de su disputa con las asociaciones americanas, propuso su diseño submarino al gobernador Napoleón III de Francia, pero su propuesta fue rechazada. La Armada Francesa ya estaba trabajando en otro diseño, el Plongeur, botado en 1863.
De Villeroi permaneció en los Estados Unidos, donde murió debido a una bronquitis crónica en 1874.